# Gabe Nevins
Gabriel Nevins, noto come Gabe Nevins (Portland, 26 agosto 1991), è un attore statunitense.

## Biografia

### Carriera
Nel 2007 Nevins è stato scelto come protagonista di Paranoid Park di Gus Van Sant, anche se stava facendo un provino per il ruolo di una comparsa con lo skateboard. Il film venne presentato in anteprima al Festival di Cannes 2007 come uno dei 22 film in concorso e ha vinto il premio speciale per il 60º anniversario. È poi recitato come comparsa in Wendy and Lucy (2008) e Some Days Are Better Than Others (2011). Nel 2010, ha recitato anche in due cortometraggi diretti da Leonardo Guerra Seràgnoli, Rachel e Will.
Il fotografo Nick Haymes ha pubblicato una raccolta di foto di Nevins, intitolata Gabe, nel marzo 2012. Presenta foto di lui che Haymes aveva scattato da quando aveva incontrato Nevins per la prima volta poco dopo l'uscita di Paranoid Park.
L'ultimo film nel quale ha recitato, The Curio, risale al 2015.

### Vita privata
Nevins ha frequentato la Rex Putnam High School.
Gabe è sfuggito al controllo e ha lottato con la malattia mentale, la tossicodipendenza e anche la vita da senzatetto. Ma, grazie all'aiuto della famiglia e degli amici, Gabe è riuscito a rimettere insieme la sua vita ed è ancora occasionalmente visto con uno skateboard in alcuni dei suoi skate park preferiti.

## Filmografia
- Paranoid Park, regia di Gus Van Sant (2007)
- Wendy and Lucy, regia di Kelly Reichardt (2008)
- Some Days Are Better Than Others, regia di Matt McCormick (2010)
- Rachel, regia di Leonardo Guerra Seràgnoli – cortometraggio (2010)
- Will, regia di Leonardo Guerra Seràgnoli – cortometraggio (2010)
- Endless, regia di Scott Beardslee (2015)
- The Curio, regia di Dicky Dahl (2015)